# SS Algerine
El SS Algerine fue el último de los cuatro barcos alquilados por la White Star Line para recuperar los cuerpos de los fallecidos en el desastre del Titanic, que encontró el último de los cuerpos recuperados. Barco carguero, de pasajeros y también cazador de focas, había sido construido al igual que el transatlántico por los astilleros Harland and Wolff. 
Bajo el mando del capitán John Jackman, el vapor zarpó el 16 de mayo de 1912 desde San Juan de Terranova, encontrándose con el Montmagny el 19 de mayo a las 6 p. m. El 26 de mayo, el Algerine comunicó por telégrafo haber recuperado el cuerpo del fogonero James McGrady (aunque posteriormente se aclaró que se trataba de un mayordomo), y pese a que navegó durante 10 días más, el Algerine no logró recuperar más cuerpos y regresó a San Juan de Terranova el 6 de junio, trasladando los restos de James McGrady (cuerpo #330) al vapor Florizel, que los llevó a Halifax.